# Ugo Pagliai
Ugo Pagliai (Pistoia, 13 novembre 1937) è un attore e doppiatore italiano.

## Biografia

### Origini e formazione
Toscano di Pistoia, figlio di un commesso e di una cantante, l'attore si trasferisce a Roma nel 1956. Qui inizia il suo percorso formativo presso l'Accademia Nazionale d'Arte Drammatica "Silvio D'Amico", posando le basi per la sua futura carriera nel teatro e oltre.

### Esordi teatrali
La sua carriera prende slancio recitando in diverse compagnie, sotto la guida di rinomati registi come Luigi Squarzina, Giorgio De Lullo, Orazio Costa e Massimo Castri. Dal 1962 partecipa a diversi atti teatrali per la trasmissione televisiva Vivere insieme, condotta da Ugo Sciascia. L'anno successivo, 1963, lo vede impegnato al Teatro Stabile di Genova, per poi passare al Teatro Stabile di Roma e al Teatro Stabile d'Abruzzo.

### Consacrazione e creazione di una compagnia teatrale
Nel 1973, fonda con la compagna Paola Gassman una compagnia teatrale, interpretando testi di autori illustri come Henrik Ibsen, Georges Feydeau, Luigi Pirandello, August Strindberg ed Euripide. Questa mossa lo consacra come uno dei protagonisti della scena teatrale italiana. Nel 1988, riceve il premio Flaiano alla carriera.

### Carriera nel cinema e doppiaggio
Sebbene meno presente sul grande schermo, esordisce al cinema nel 1961 con un film diretto da Steno. Fino al 2018, appare in quasi venti pellicole. È attivo anche nel doppiaggio, prestando la voce a Doc Hudson in Cars 3, in sostituzione di Cesare Barbetti.

### Carriera televisiva
La carriera televisiva dell'attore inizia nel 1961, quando appare per la prima volta sul piccolo schermo, diretto da figure di spicco come Guglielmo Morandi e Mario Landi, in una varietà di lavori originali, sceneggiati e opere teatrali adattate per la televisione. La sua capacità di interpretazione viene riconosciuta nel 1969, anno in cui ottiene un certo successo interpretando il ruolo di Lawrence d'Arabia nello sceneggiato Ross di Giuseppe Fina. Questo periodo segna l'inizio della sua ascesa nel mondo dello spettacolo televisivo.

### Gli anni settanta: la popolarità
La sua popolarità cresce esponenzialmente nel 1971, quando interpreta il ruolo del professor Edward Lancelot Forster nello sceneggiato Il segno del comando, diretto da Daniele D'Anza e con la co-protagonista Carla Gravina. Questo lavoro televisivo, in particolare, raggiunge indici di ascolto molto elevati, consolidando la sua fama come attore televisivo. Daniele D'Anza lo dirige poi in altri tre sceneggiati di successo, tra cui L'amaro caso della baronessa di Carini, dove recita accanto a Janet Agren, dimostrando la sua versatilità e il suo talento nell'interpretare personaggi complessi e sfaccettati.
Nel 1972, l'attore si cimenta in un ruolo internazionale interpretando Giacomo Casanova nella serie televisiva francese Le evasioni celebri. Il 1977 segna un'importante svolta drammatica nella sua carriera televisiva: recita accanto a Peppino De Filippo e Lino Capolicchio in Il guardiano, un'opera di Harold Pinter adattata per la televisione da Edmo Fenoglio. Questa interpretazione viene ricordata come una delle sue poche incursioni nel genere drammatico, evidenziando la sua abilità nell'adattarsi a diversi stili e generi teatrali.

### Ultimi anni e dedizione al teatro
Dopo una ricca carriera, dal 1980 si dedica quasi esclusivamente al teatro, con solo sporadici ritorni in TV o al cinema. Tra il 1996 e il 2001, è interprete dei testi di canzoni italiane candidati al Premio Lunezia, ricordato soprattutto per le sue interpretazioni in coppia con la compagna Paola Gassman.

## Filmografia

### Cinema

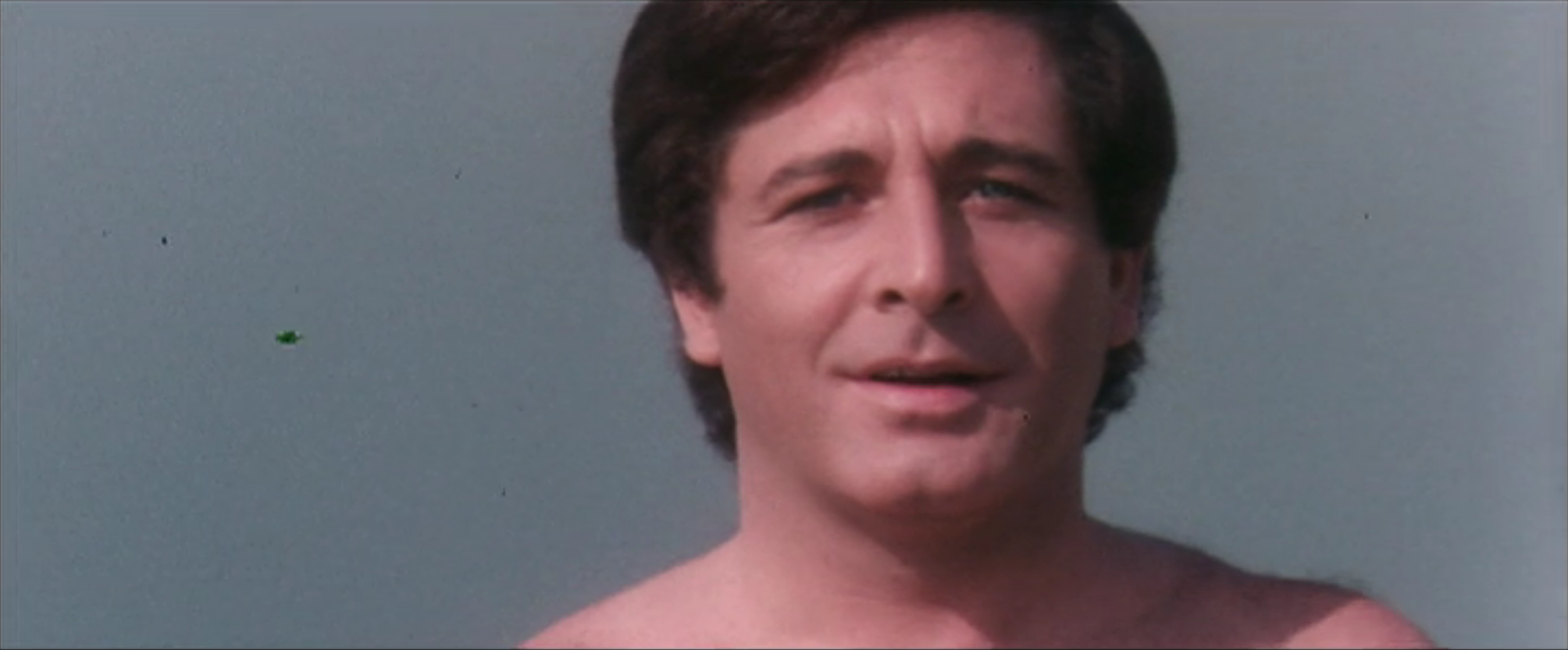
Ugo Pagliai in Guardami nuda (1972)

- Psycosissimo, regia di Steno (1961)
- I complessi, epis. Guglielmo il dentone, regia di Luigi Filippo D'Amico (1965)
- Cento milioni per morire (Jerk a Istanbul), regia di Francis Rigaud (1967)
- Da Berlino l'apocalisse, regia di Mario Maffei (1967)
- Colpo di sole, regia di Mino Guerrini (1968)
- Testa o croce, regia di Piero Pierotti (1969)
- O' Cangaceiro, regia di Giovanni Fago (1969)
- La ragazza dalla pelle di luna, regia di Luigi Scattini (1972)
- Guardami nuda, regia di Italo Alfaro (1972)
- La dama rossa uccide sette volte, regia di Emilio Miraglia (1972)
- Notti rosse (Nuits rouges), regia di Georges Franju (1973)
- Mio Dio, come sono caduta in basso!, regia di Luigi Comencini (1974)
- Di padre in figlio, regia di Alessandro e Vittorio Gassman (1982)
- Fatal Frames - Fotogrammi mortali, regia di Al Festa (1996)
- Bagnomaria, regia di Giorgio Panariello (1999)
- I giorni dell'amore e dell'odio, regia di Claver Salizzato (2001)
- Family Game - Se una vita non basta, regia di Alfredo Arciero (2006)
- Preghiera, regia di Davide Cavuti (2017) documentario
- Loro, regia di Paolo Sorrentino (2018)
- Un antico manoscritto, regia di Silvia Monga (2019) cortometraggio
- Lectura Ovidii, regia di Davide Cavuti (2019)
- Si muore solo da vivi, regia di Alberto Rizzi (2020)

### Televisione

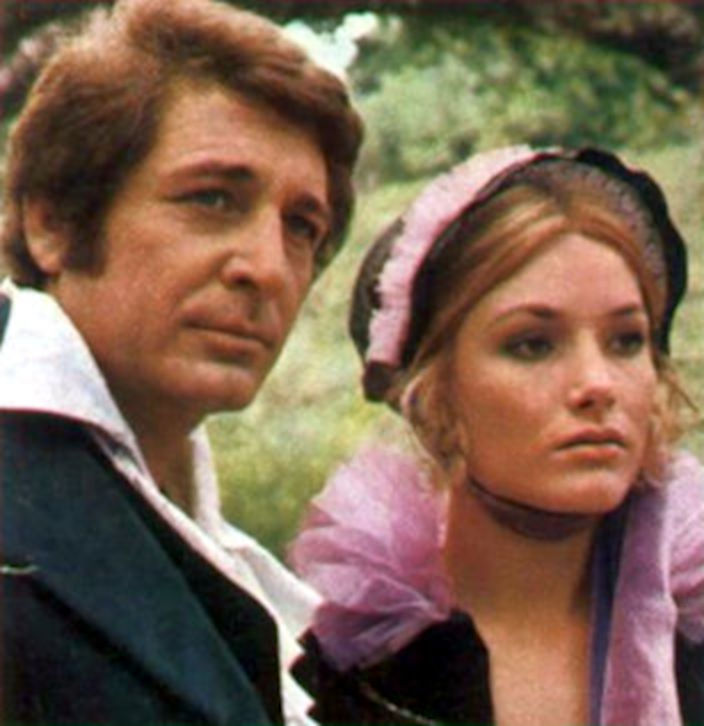
Pagliai e Janet Agren nello sceneggiato L'amaro caso della baronessa di Carini (1975)

- Ma non è una cosa seria di Luigi Pirandello, regia di Guglielmo Morandi, trasmessa il 24 novembre 1961.
- Tre ragazzi e una ragazza di Roger Ferdinand, regia di Guglielmo Morandi, trasmessa il 16 febbraio 1962.
- Il cane dell'ortolano di Lope de Vega, regia di Guglielmo Morandi, trasmessa il 23 marzo 1962.
- Addio giovinezza di Sandro Camasio e Nino Oxilia, regia di Guglielmo Morandi, trasmessa l'11 giugno 1962.
- Esami di maturità di Ladislao Fodor, regia di Guglielmo Morandi, trasmessa il 20 luglio 1962.
- Buona fortuna di Viktor Rozov, regia di Guglielmo Morandi, trasmessa il 3 dicembre 1962.
- Vivere insieme, regia di Guglielmo Morandi, episodio Cronaca drammatica, trasmesso nel 1962.
- La sciarpa di Francis Durbridge, regia di Guglielmo Morandi – miniserie TV, 6 puntate, trasmesso dall'11 al 27 marzo 1963.
- Grandezza naturale, regia di Carlo Lodovici – film TV (1963)
- L'amico a nolo, commedia di Enrico Serretta, regia di Mario Landi, trasmessa il 19 luglio 1963.
- Vivere insieme, regia di Leonardo Cortese, episodio I cari mobili (1963)[1]
- Ritorna il tenente Sheridan – serie TV, episodio La lettera (1963)
- Lo stagno del diavolo, regia di Guglielmo Morandi (1965)
- Le avventure di Laura Storm – serie TV, episodio Diamanti a gogò (1965)
- Le inchieste del commissario Maigret – serie TV, episodio Una vita in gioco (1965)
- Assassinio nella cattedrale, regia di Orazio Costa (1966)
- Il conte di Montecristo, regia di Edmo Fenoglio – miniserie TV (1966)
- Le inchieste del commissario Maigret – serie TV, episodio La vecchia signora Bayeux (1966)
- I racconti del maresciallo, regia di Mario Soldati – miniserie TV, episodio 1x02 (1968)
- I corvi di Henry Becque, regia di Sandro Bolchi, trasmessa il 7 gennaio 1969.
- Un cappello pieno di pioggia – film TV (1969)
- Ross, regia di Giuseppe Fina (1969)
- Nero Wolfe – serie TV, episodio 1x04 (1969)
- Storie italiane, regia di Luigi Perelli, episodio Un padre, un bambino (1969)
- Le cinque giornate di Milano, regia di Leandro Castellani – miniserie TV (1970)
- Doppio gioco, regia di Anton Giulio Majano (1971)
- Il segno del comando, regia di Daniele D'Anza – miniserie TV (1971)
- Epitaffio per George Dillon, regia di Fulvio Tolusso, trasmessa sul Secondo programma il 7 maggio 1971.
- Il giudice e il suo boia, regia di Daniele D'Anza (1972)
- Le evasioni celebri – serie TV, episodio 1x07 (1972)
- L'edera, regia di Giuseppe Fina (1974)
- Trovarsi di Luigi Pirandello, regia di Giorgio De Lullo, 2 maggio 1975.
- L'Homme sans visage – serie TV (1975)
- L'amaro caso della baronessa di Carini, regia di Daniele D'Anza – miniserie TV (1975)
- Dimenticare Lisa, regia di Salvatore Nocita – miniserie TV (1976)
- Ritratto d'ignoto, regia di Mario Ferrero (1977)
- Il guardiano, regia di Edmo Fenoglio (1977)
- Madame Bovary, regia di Daniele D'Anza – miniserie TV (1978)
- Paura sul mondo, regia di Domenico Campana (1979)
- La dama dei veleni, regia di Silverio Blasi – miniserie TV (1979)
- Ritratto d'ignoto di Diego Fabbri, regia di Mario Ferrero, 18 aprile 1981.
- Cuore, regia di Luigi Comencini – miniserie TV (1984)
- Un uomo in trappola, regia di Vittorio De Sisti – miniserie TV (1985)
- Cinecittà Cinecittà, regia di Vittorio De Sisti - miniserie TV (Rai 2, 1985)
- Châteauvallon, regia di S. Friedmann e P. Planchon (1985) – in Francia
- Segreto di famiglia, regia di Vittorio Barino (1987) – co-prodotto Rai-RTSI
- Amico mio – serie TV (1993)
- Les nouveaux exploits d'Arsène Lupin, episodio Rencontre avec le docteur Freud (1995) – in Francia
- Furore – programma TV (1998) – concorrente
- Tre addii, regia di Mario Caiano (1999)
- Un prete tra noi – serie TV, episodio 2x05 (1999)
- Camici bianchi, regia di Stefano Amatucci e Fabio Jephcott (2001)
- Don Gnocchi - L'angelo dei bimbi, regia di Cinzia TH Torrini – miniserie TV (2004)
- Una Musica Silenziosa, regia di Ambrogio Lo Giudice (2010)
- Tutta la musica del cuore, regia di Ambrogio Lo Giudice – miniserie TV (2013)
- Angeli - Una storia d'amore, regia di Stefano Reali – film TV (2014)
- Fuoco amico TF45 - Eroe per amore – serie TV (2016)
- Vite in fuga – serie TV, 4 episodi (2020)

## Teatro

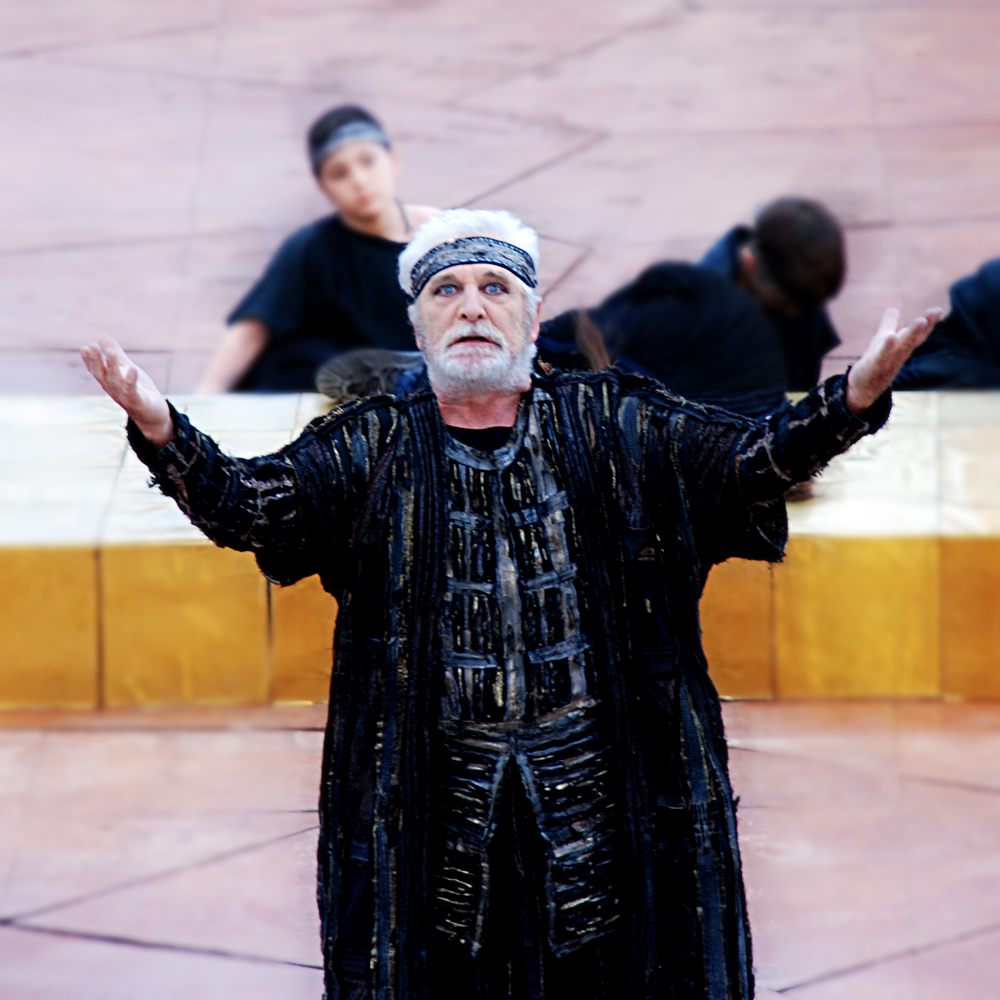
Pagliai nel ruolo di Anfitrione, nella tragedia Eracle messa in scena al teatro greco di Siracusa (2007)

- Giobbe di Karol Wojtyla. Istituto Dramma Popolare San Miniato (1985)
- Eracle di Euripide. Teatro greco di Siracusa (2007)
- Mandragola di Niccolò Machiavelli, regia di Mario Sciaccaluga (2007)[2]
- Re Lear di William Shakespeare. Silvano Toti Globe Theatre di Roma (2008)
- Enrico IV di Luigi Pirandello. Teatro Stabile del Veneto G. Verdi, Padova (2009)
- Aspettando Godot di Samuel Beckett. Teatro Stabile di Genova (2009)
- Ringraziamento all'Arte ch'io professo pièce-concerto. Salieri Opera Festival (2010)
- Le allegre comari di Windsor di William Shakespeare. Silvano Toti Globe Theatre di Roma (2012)
- Edipo Re di Sofocle. Teatro greco di Siracusa (2013)
- Le Coefore-Le Eumenidi di Eschilo. Teatro greco di Siracusa (2014)
- Tempeste solari, testo e regia di Luca De Bei (2015)
- Odio Amleto, regia di Alessandro Benvenuti (2016)

## Doppiaggio

### Cinema
- Robert Redford in Captain America: The Winter Soldier, Il drago invisibile, Le nostre anime di notte, Avengers: Endgame
- David Carradine in I cavalieri dalle lunghe ombre
- Michael Caine ne Il ribelle di Scozia
- John Hurt in Lezione ventuno
- James Garner in Le pagine della nostra vita
- Bob Hoskins in Il viaggio di Felicia
- Alan Rickman in Un'avventura terribilmente complicata
- Richard Dreyfuss in Rosso d'autunno
- Omar Sharif in Il 13º guerriero
- Robin Williams in Eliminate Smoochy
- Brian Cox in Match Point
- Jim Broadbent in Le cronache di Narnia - Il leone, la strega e l'armadio
- Geoffrey Rush in Frida
- Rade Šerbedžija in Prima della pioggia
- Valentin Gaft in 12
- Mark Damon in I tre volti della paura
- Tony Kendall in La frusta e il corpo
- Richard Harrison in Anche nel West c'era una volta Dio
- Antonio Sabàto in Al di là della legge

### Film d'animazione
- Doc Hudson in Cars 3

### Televisione
- James Cromwell in Sotto il cielo di Roma

## Prosa radiofonica Rai
- Recitazione del caso di Pietro Pagolo Boscoli e di Agostino Capponi di Luca Della Robbia, trascrizione di Andrea Camilleri, regia di Orazio Costa, trasmessa il 15 aprile 1960.
- Il giuoco delle parti di Luigi Pirandello, regia di Flaminio Bollini, trasmessa il 14 settembre 1962.
- Madamin di Gian Domenico Giagni e Virgilio Sabel, regia di Gian Domenico Giagni, 20 puntate trasmesse dal 20 novembre al 15 dicembre 1967.

## Pubblicità
- Nell'autunno del 1971, sull'onda del successo clamoroso dello sceneggiato televisivo Il segno del comando, diventa testimonial del detersivo per bucato Nuovo All della Lever Gibbs (oggi Unilever) a Carosello, in una serie pubblicitaria che riprende le stesse atmosfere dello sceneggiato e perfino il tema conduttore Cento campane.[3]

## Riconoscimenti
- Premio Flaiano sezione teatro
  - 1988 – Migliore interpretazione per Domino[4]

## Doppiatori italiani
- Cesare Barbetti in Da Berlino l'apocalisse
- Giacomo Piperno in La dama rossa uccide sette volte

## Discografia
- 1971 – Ad una ragazza sconosciuta/Una strana storia (RCA, 7")
- San Bernardino predica alle donne (Istituto Internazionale Del Disco, 7")
- 2016 – Vitae, album di Davide Cavuti (2016)